# Le Pénitencier (album)
Albums de Johnny Hallyday
Les guitares jouent (33 tours 25cm)
(1964)
Singles
1. Les Mauvais Garçons
Sortie : 17 juin 1964
2. Le Pénitencier
Sortie : 24 octobre 1964

Le Pénitencier est le 11e – 8e chez Philips – et dernier 33 tours 25 cm de Johnny Hallyday ; il sort le 25 octobre 1964.

## Histoire
Le Pénitencier est le dernier disque de Johnny Hallyday à paraitre sous le format 33 tours 25 cm, il compile les super 45 tours Les mauvais garçon et Le pénitencier (respectivement parus les 17 juin 1963 et 24 octobre 1963).
Tout comme pour les super 45 tours à paraitre en 1965 Johnny lui dit adieu et Quand reviens la nuit, Johnny apparait sur les pochette du EP et du 25 cm en tenue militaire, condition sine qua non imposée par les autorités militaires, pour l'autoriser à enregistrer et à sortir des disques durant la période de son service militaire.

## Autour du disque
Références originales :
- 33 tours 25 cm Philips B 76600 R[8].
- super 45 tours Philips 434905 : Les mauvais garçons, Pour moi tu es la seule, Ça fait mal, Mais je reviens
- super 45 tours Philips 434955 : Le Pénitencier, Toujours plus loin, One more time, encore une fois, Je te reverrai

Bien que ce disque soit le 8e 33 tours 25 cm de Johnny Hallyday (chez Philips), il est listé No7 au verso de la pochette. Le disque D'où viens-tu Johnny ?, sorti en octobre 1963, est le 6e sous ce format du chanteur ; Contrairement aux précédents, la maison de disques Philips ne lui donne pas de numéro, ce qui a pour conséquence que lorsque, le 27 février 1964, sort un 7e 25 cm (Les guitares jouent), ce dernier est numéroté (au verso), No6 (voir liste des 33 tours 25 cm de J. Hallyday, 11 au total : 3 chez Vogue, 8 chez Philips).

## Titres
| 1. | Le pénitencier (The House of the Rising Sun) | Hugues Aufray, Vline Buggy (adaptation) | Alan Price                         | 4:05 |
| 2. | Toujours plus loin                           | Georges Aber                            | Tommy Brown                        | 2:02 |
| 3. | Mais je reviens (I'm The Lonely One)         | Daniel Hortis (adaptation)              | Gordon Mills (en)                  | 2:15 |
| 4. | Ça fait mal (It Hurts Me (en))               | Georges Aber (adaptation)               | Joy Byers (en), Charlie E. Daniels | 2:26 |
| 5. | One more time, encore une fois               | Manou Roblin                            | Johnny Hallyday, Eddie Vartan      | 2:15 |
| 6. | Je te reverrai (I'll Be Seeing You (en))     | Michel Emer (adaptation)                | Sammy Fain, Irving Kahal (en)      | 3:55 |
| 7. | Les mauvais garçons                          | Ralph Bernet                            | Johnny Hallyday, Eddie Vartan      | 1:57 |
| 8. | Pour moi tu es la seule (Sweet Lovin' Mamma) | Ralph Bernet (adaptation)               | Johnny « Guitar » Watson           | 2:58 |

## Musiciens
- Eddie Vartan et son orchestre

sauf :
- Ivan Jullien et son orchestre : titre 6
- Joey and The Showmen : titres 7 et 8

## Classements hebdomadaires
| Classement (2003) | Meilleure position |
| ----------------- | ------------------ |
| France (SNEP)     | 52                 |